# Монтезума (Джорджія)
Монтезума (англ. Montezuma) — місто (англ. city) в США, в окрузі Мейкон штату Джорджія. Населення — 3047 осіб (2020).

## Географія
Монтезума розташована за координатами 32°17′51″ пн. ш. 84°1′11″ зх. д. / 32.29750° пн. ш. 84.01972° зх. д. (32.297498, -84.019733).  За даними Бюро перепису населення США в 2010 році місто мало площу 11,99 км², з яких 11,81 км² — суходіл та 0,18 км² — водойми.

## Демографія
Згідно з переписом 2010 року, у місті мешкало 3460 осіб у 1350 домогосподарствах у складі 878 родин. Густота населення становила 289 осіб/км².  Було 1591 помешкання (133/км²).
Расовий склад населення:
| - 73,9 % — чорних або афроамериканців - 22,2 % — білих - 2,1 % — азіатів - 0,5 % — корінних американців |

До двох чи більше рас належало 0,6 %. Частка іспаномовних становила 1,0 % від усіх жителів.
За віковим діапазоном населення розподілялося таким чином: 26,0 % — особи молодші 18 років, 59,5 % — особи у віці 18—64 років, 14,5 % — особи у віці 65 років та старші. Медіана віку мешканця становила 38,4 року. На 100 осіб жіночої статі у місті припадало 83,0 чоловіків;  на 100 жінок у віці від 18 років та старших — 75,8 чоловіків також старших 18 років.
Середній дохід на одне домашнє господарство  становив 33 411 долар США (медіана — 26 818), а середній дохід на одну сім'ю — 41 143 долари (медіана — 37 757). За межею бідності перебувало 27,5 % осіб, у тому числі 23,5 % дітей у віці до 18 років та 32,1 % осіб у віці 65 років та старших.
Цивільне працевлаштоване населення становило 1099 осіб. Основні галузі зайнятості: виробництво — 26,1 %, освіта, охорона здоров'я та соціальна допомога — 20,0 %, публічна адміністрація — 14,6 %, роздрібна торгівля — 11,8 %.